# دونالد تي فارلي
دونالد تي فارلي (بالإنجليزية: Donald Farley)‏ هو فيزيائي أمريكي، ولد في 26 أكتوبر 1933 في نيويورك في الولايات المتحدة، وتوفي في 13 مايو 2018.